# 371 до н. е.

## Події
- 5 серпня — битва при Левктрах (Беотія): фіванські війська розбили спартанців (в бою загинув їхній цар Клеомброт), після чого Спарта втратила своє домінуюче положення в Греції